# Frederick (Kansas)
Frederick ist eine Stadt im Rice County, Kansas, Vereinigte Staaten. Das U.S. Census Bureau hat bei der Volkszählung 2020 eine Einwohnerzahl von 8 ermittelt. Damit ist Frederick die zweitkleinste als Verwaltungseinheit anerkannte rechtlich selbständige Stadt nach  Freeport, welche nur 6 Einwohner zählt.

## Geografie
Frederick liegt zwischen den Orten Bushton und Geneseo und hat eine Gemeindefläche von 0,5 km².

## Demografische Daten
Nach Angaben des United States Census Bureau von 2000, gab es 11 Einwohner, 7 Haushalte und 3 Familien, die in Frederick lebten. Die Bevölkerungsdichte betrug damit 22 Einwohner/km². In Frederick leben ausschließlich weiße Menschen.
2009 waren sechs Einwohner im Alter zwischen 45 und 64 Jahren, und es gab fünf über 65-Jährige. Das durchschnittliche Alter betrug 54 Jahre. Das Pro-Kopf-Einkommen lag bei $20.845. In der Stadt lebte niemand unter der Armutsgrenze.